# موریون
موریون  (به انگلیسی: Morion) یک فرمول شیمیایی  از مجموعه کانی هاست و خواص فیزیکی و شیمیایی این کانی مشابه کوارتز است از نام قدیمی لاتین morion گرفته شده‌است محلول در HNO۳ و مقدار Mg تحت تأثیر اسیدها کم می‌شود. MgO:۲۳٫۴۱٪  FeO:۴۱٫۷۱٪  SiO۲:۳۴٫۸۸٪  (خالص ۱/۱: Mg / Fe) (سری ایزومورف فورستریت تافایالیت) برای اولین بار در ایتالیا کشف شد و از نظر شکل بلور: اکتائدر، رنگ: قهوه‌ای تیره تا سیاه، شفافیت: نیمه شفاف، شکستگی: صدفی - تراشه ای(خشن)، جلا: شیشه ای، رخ: ناقص - مطابق با سطح و در رده‌بندی اکسید است  و منشأ تشکیل آن پگماتیتی - هیدروترمال است.
همایند کانی‌شناسی (پارانژ) آن - ولفرامیت- میکا- فلدسپات- کانی تریت- توپاز است
کاربرد آن: سنگ زینتی، از نظر ژیزمان بلوری - آگرگات دانه‌ای - توده‌ای تقریباًَ کمیاب است و بیشتر در چک اسلواکی، برزیل، روسیه و ماداگاسکار یافت می‌شود.

## نگارخانه

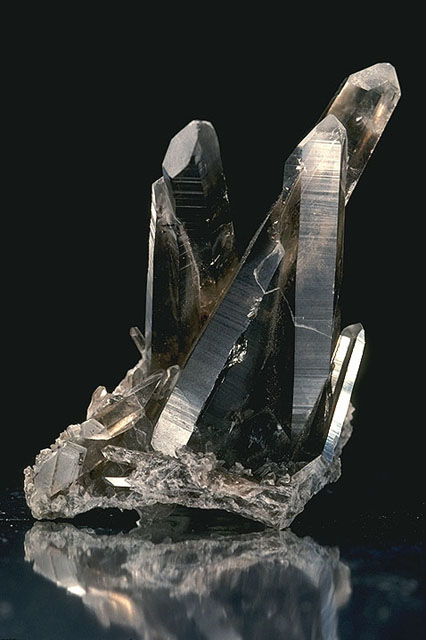